# Carol Chomsky
Carol Doris Chomsky, nascuda Carol Doris Schatz i més coneguda com a Carol Chomsky (Filadèlfia, 1 de juliol de 1930 - Lexington, Massachusetts, 19 de desembre de 2008) va ser una lingüista i especialista en educació nord-americana, que va estudiar l'adquisició del llenguatge en nens.
Llicenciada en francès per la Universitat de Pennsilvània el 1951, era filla d'una mestra en una escola hebrea on el seu pare era el director. Es va casar amb Noam Chomsky el 1949. Tots dos es coneixien des que ella tenia cinc anys i ell set. La parella va passar un temps vivint a HaZore'a, un kibutz d'Israel. Malgrat l'interès de Carol per convertir-se en mecànic o conduir un tractor mentre eren allà, el 1953 tots dos van tornar als Estats Units.
El 1968 Carol Chomsky va obtenir un doctorat en lingüística a la Universitat Harvard, després d'haver assistit a l'escola per assegurar-se que podria guanyar-se la vida en cas que el seu marit fos enviat a la presó per la seva activa oposició a la Guerra del Vietnam. En aquest centre, va exercir com a professora a la Facultat d'Educació des del 1972 fins a la seva retirada el 1997.
El llibre més conegut de Chomsky és The Acquisition of Syntax in Children From 5 to 10 (1969), on s'investiga com els nens desenvolupen una comprensió de l'estructura gramatical subjacent de la seva llengua materna, així com la manera com utilitzen aquesta habilitat per interpretar frases de complexitat creixent a mesura que envelleixen. Malgrat les creences científiques anteriors que els nens completen l'adquisició de la sintaxi als cinc anys, la investigació de Chomsky va demostrar que els nens continuen desenvolupant les habilitats necessàries per entendre construccions complexes més enllà d'aquesta edat.
Com a part de la seva investigació per entendre com els nens desenvolupen la capacitat de llegir, a finals dels anys setanta va desenvolupar un mètode anomenat 'lectura repetida', en què els nens llegien un text en silenci mentre es reproduïa una gravació del text. El nen repetia el procés fins que el text es pogués llegir amb fluïdesa sense la cinta. La investigació va demostrar que quatre lectures acompanyades d'un enregistrament podrien ser suficients per proporcionar una fluïdesa lectora addicional per a la majoria dels nens. S'han realitzat més de 100 estudis sobre la tècnica, i la majoria han trobat millores estadísticament significatives en la velocitat de lectura i el reconeixement de paraules.
Chomsky va morir el 19 de desembre de 2008 a la seva casa de Lexington, Massachusetts, quan tenia 78 anys, a causa d'un càncer.